# Banjo-Kazooie (computerspelserie)
Banjo-Kazooie is een computerspelserie van Rare die voor het eerst verscheen in 1998. Spellen in de serie zijn gepubliceerd op diverse platforms van Nintendo en Microsoft.

## Beschrijving
In de spellen draait het om de beer Banjo en zijn vriendje Kazooie. Ze moeten in de spellen diverse puzzels oplossen om verder te komen in het level, om het uiteindelijk tegen de kwaadaardige Gruntilda op te nemen.
Het eerste spel in de serie, Banjo-Kazooie, werd positief ontvangen in recensies. Er kwamen drie vervolgspellen en een racespel.

## Spellen in de serie
| Jaar | Titel                           | Platform              |
| ---- | ------------------------------- | --------------------- |
| 1998 | Banjo-Kazooie                   | Nintendo 64, Xbox 360 |
| 2000 | Banjo-Tooie                     | Nintendo 64, Xbox 360 |
| 2003 | Banjo-Kazooie: Grunty's Revenge | Game Boy Advance      |
| 2005 | Banjo-Pilot (spin-off)          | Game Boy Advance      |
| 2008 | Banjo-Kazooie: Nuts & Bolts     | Xbox 360              |